# Sami el Nasser
Sami el Nasser født 1965 er en tidligere dansk atlet. Han var medlem af Ballerup AK senere i Frederiksberg IF.
El-Nasser er uddannet cand.polit. og er fuldmægtig på Energitilsynet.

## Danske mesterskaber
- Sølv 1991 Højdespring 2,06
- 3 Bronze 1993 Højdespring
- Bronze 1988 Højdespring 2,06

## Personlig rekord
- Højdespring: 2,15 1989
- Trespring: 14,99
- 100 meter: 11,1w